# Запасне колесо
Запасне колесо (розмовна назва «запаска») — запасна частина автомобіля (або мотоцикла з коляскою), додаткове колесо з надягнутою на нього шиною, яке перевозиться в транспортному засобі на випадок необхідності заміни однієї з його шин.

## Історія

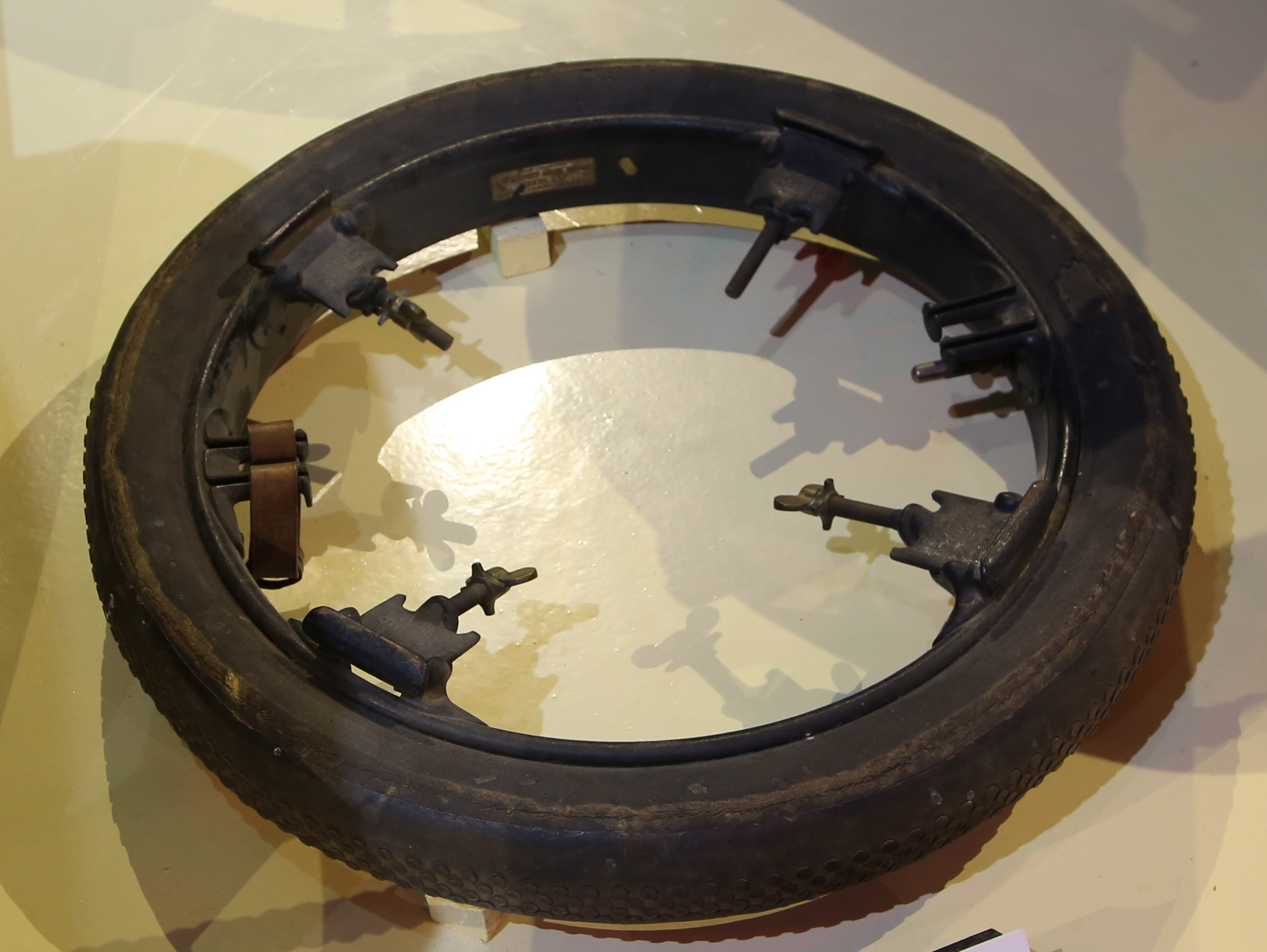
Запасна шина «Степні».

Ідея використовувати запасну шину виникла у братів Волтера і Тома Девісів з Лланеллі, Вельс, в 1904 році. В ті часи автомобілі виготовлялися без запасок, а проколи шин були звичайним явищем і вимагали від автомобіліста зняти колесо з автомобіля, демонтувати шину, залатати, знову встановити і накачати її та знову встановити колесо, що було доволі довгим процесом. Брати придумали використовувати обід колеса без спиць, на який була надягнута накачана шина, і ця ідея стала настільки успішною, що вони заснували власну компанію «Stepney Spare Motor Wheel Limited» (названу на честь розташування їхньої майстерні на вулиці Степні в Лланеллі) і почали продавати колесо в Британії та її колоніях. Після Першої світової війни цей бізнес у Великобританії припинився, оскільки автовиробники почали випускати запасні колеса, які було відносно легко встановити, але у деяких країнах, що були британськими колоніями (Пакистан, Бангладеш, Індія та Мальта), запасне колесо досі називають епонімом «сте́пні» за назвою цієї фірми. 
Першими, хто оснастив автомобілі запасним колесом зі вже накачаною шиною, була компанія Rambler. Це дозволяло швидко замінити колесо з пошкодженою шиною, яку потім можна було відремонтувати у більш зручний час.
У 1941 році уряд США тимчасово заборонив запасні шини на нових автомобілях: в рамках національної стратегії раціонування під час Другої світової війни були випущені квоти і закони щодо примусового збереження гуми, що вироблялася за кордоном і була важкодоступною. Подібна заборона також була введена США під час Корейської війни в 1951 році.

## Використання в XXI столітті

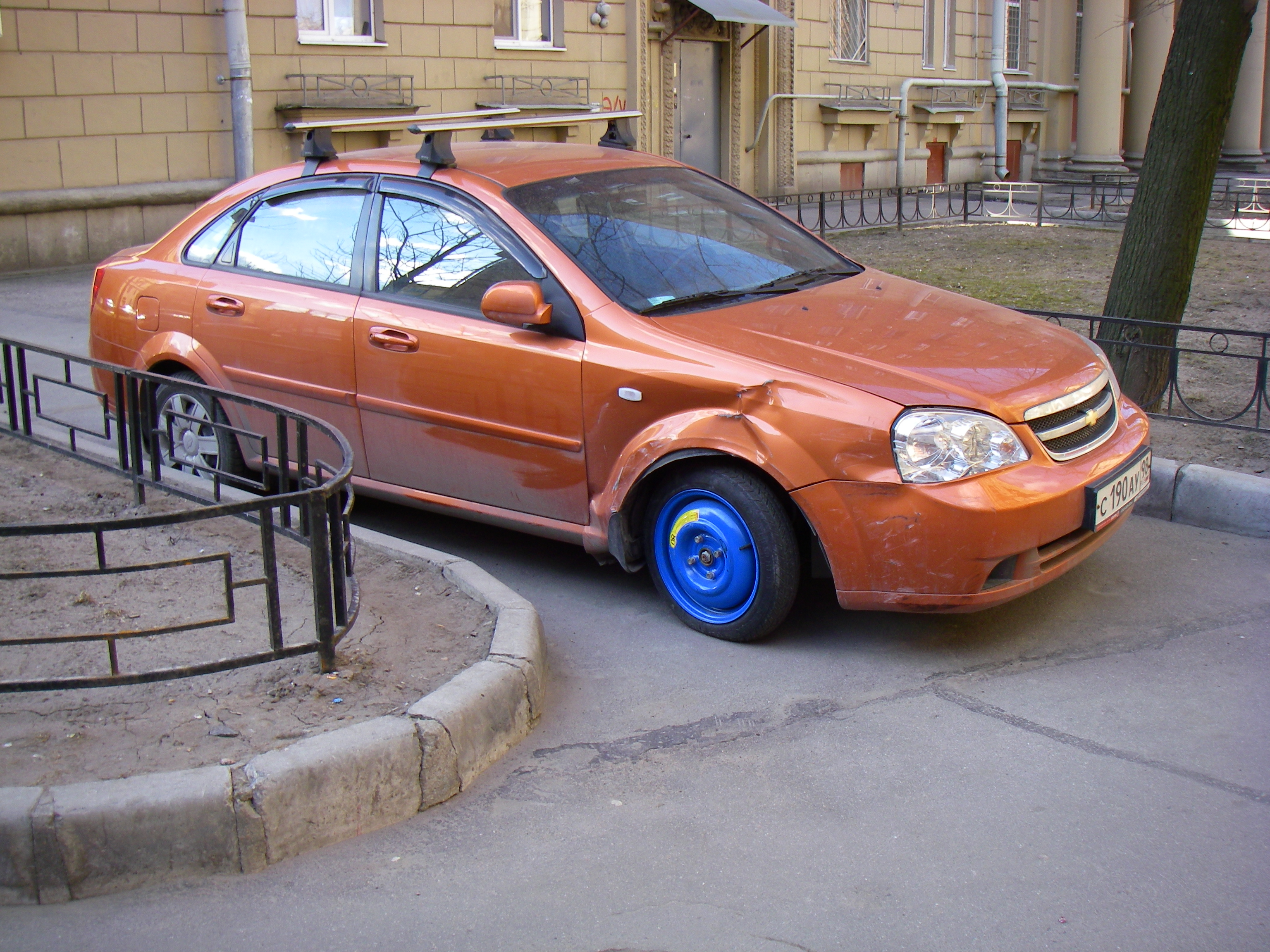
Аварійне колесо на Chevrolet Lacetti. Зазвичай ковпаки тимчасових коліс фарбують у яскравий колір.

Сучасні транспортні засоби можуть оснащуватися запасними колесами з повнорозмірними шинами, з аварійними шинами для обмеженого використання, або ж мають шини, що здатні працювати у спущеному стані.
- Повнорозмірне запасне колесо має такі ж тип та розмір, як і встановлені на транспортному засобі. Такі запасні колеса використовуються на вантажних транспортних засобах, з легкових — зазвичай надаються для позашляховиків і пікапів, оскільки такі машини мають вищий центр ваги, і колесо тимчасового використання через менший розмір негативно вплине на їх рівновагу. Повнорозмірні запасні колеса слід використовувати рівномірно з іншими колесами автомобіля, щоб забезпечити тривалий термін служби протектора та збалансовану керованість. [3]
- Запасне колесо тимчасового використання застосовується для зменшення вартості і ваги, а також аби заощадити простір, необхідний для рощміщення запасної шини. Ці запчастини з'явилися наприкінці 1970-х років і станом на 2017 рік входили до стандартної комплектації 53 % нових автомобілів США. [3] Аварійне колесо зазвичай має шину меншого розміру, ніж звичайні, встановлену на простому сталевому ободі. Таке колесо має дуже короткий термін служби, тому її можна використовувати для подолання незначних відстаней і рухаючись з низькою швидкістю. Крім того, такі шини можуть потенційно погіршити гальмування (особливо на автомобілях, не обладнаних антиблокувальною системою гальм) і керованість автомобіля. Також такі колеса слід при заміні ставити на неведучу вісь: встановлена на ведучій осі шина меншого діаметру перевантажує диференціал, спричиняючи пошкодженню трансмісії.
- Автомобілі, оснащені шинами run-flat, не потребують окремого запасного колеса. Інші транспортні засоби можуть мати балончик піни для ремонту проколотих шин, хоча цей засіб часто не працює у випадку значних проколів.
- Нові автомобілі часто взагалі не комплектуються запасним колесом — це знижує витрати палива та вартість автівки, а також зменшує відходи виробництва.

## Місце розташування запасного колеса
Запасні колеса зазвичай зберігаються у багажнику автомобіля, в спеціальному заглибленні. У більшості автомобілів запасне колесо кріпиться за допомогою болта і гайки. Зазвичай поверх запасного колеса кладуть жорсткий аркуш картону, а поверх нього — килимок багажника, щоб приховати колесо та забезпечити приємний зовнішній вигляд і рівну поверхню багажника. У автомобілях із центральним і заднім розташуванням двигуна запасне колесо зазвичай зберігається в передньому багажнику.
Інші місця зберігання включають спеціальну підставку під задньою частиною автомобіля, зазвичай закріплену болтом зсередини багажника. Таке розташування має переваги перед зберіганням шини в багажнику, оскільки включає відсутність необхідності випорожнювати його вміст, щоб отримати доступ до колеса. Недоліками цього способу є забруднення запасного колеса та можливість іржавіння кріплення, що ускладнює зняття. Таке розташування запаски є практичним лише на передньопривідних автомобілях, оскільки на задне- і повнопривідних вона буде заважати задній осі. Подібне розташування також часто зустрічається на вантажівках, де запасні частини зберігаються під вантажною платформою.
У першій половині XX століття звичним було перевезення одного або відразу двох запасних коліс на бічних підніжках, з'єднаних з передніми крилами: тодішні автомобілі часто оснащувалися бічними підніжками в ролі сходинки.
У багатьох SUV і позашляховиків запасне колесо встановлюється зовні — зазвичай на задніх дверях, також можливі варіанти розміщення на даху, збоку або на капоті.
У деяких транспортних засобів запасне колесо зберігається у моторному відсіку, наприклад Renault 14, Fiat Panda першого покоління, старіші автомобілі Subaru (такі як Subaru Leone), ЗАЗ Запорожець тощо.
Volkswagen Beetle використовував запасну шину для допоміжних цілей, таких як подача повітря до системи омивача вітрового скла.
Багато моделей автомобілів виробництва Bristol Cars — від 404 1953 року до Fighter 2004 року — мали повнорозмірне запасне колесо та шину у багажному відділенні, вбудованому в ліве крило. Це не тільки збільшувало простір для багажу та дозволяло легкий доступ до запаски без необхідності розвантажувати багажник, але й покращувало розподіл ваги завдяки збереженню якомога більшої маси в межах колісної бази та збалансуванню ваги акумулятора, встановленого в аналогічному відсіку правого крила.

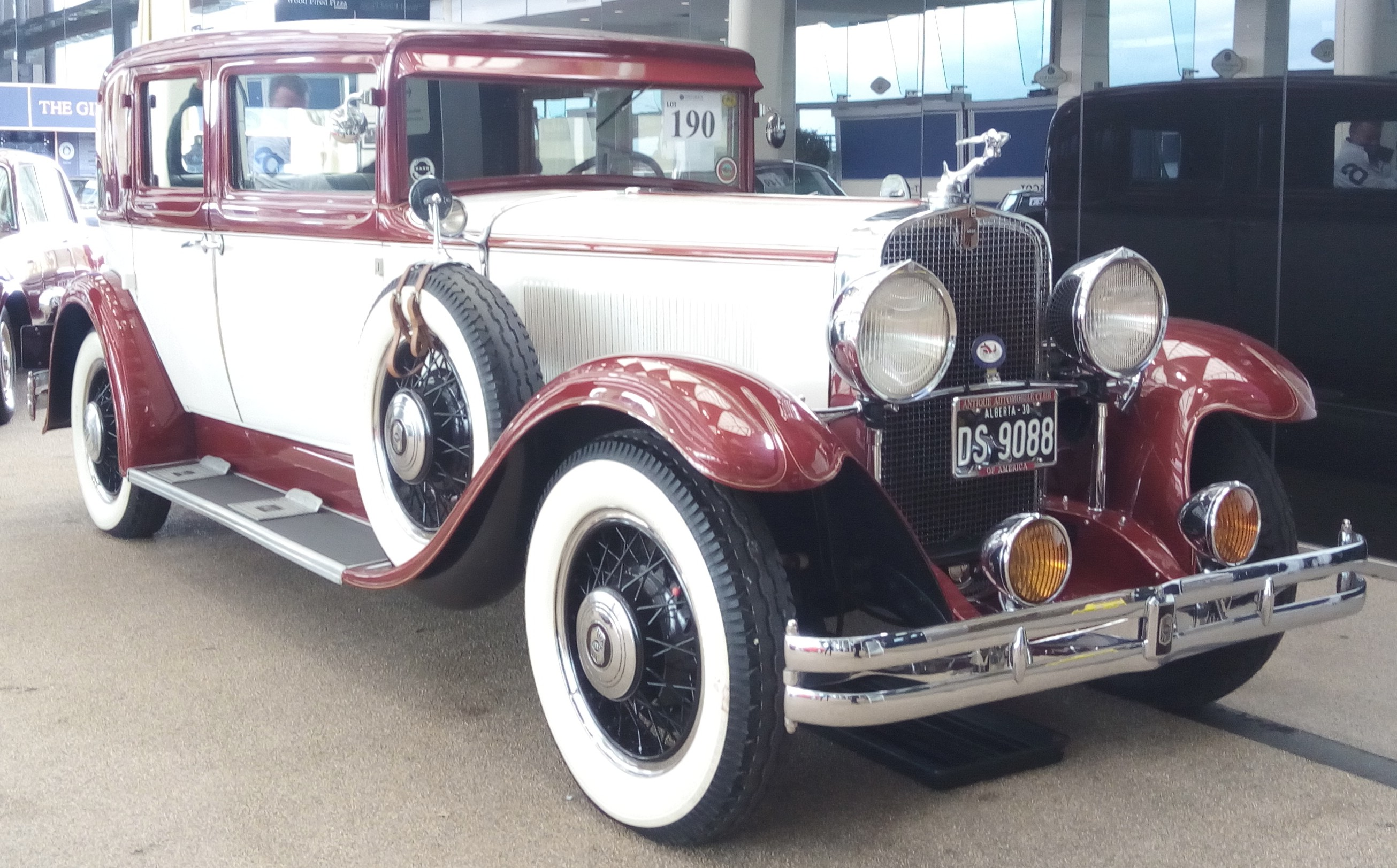
Nash Ambassador[en] 1930 року мав два запасних колеса на бічних підніжках.
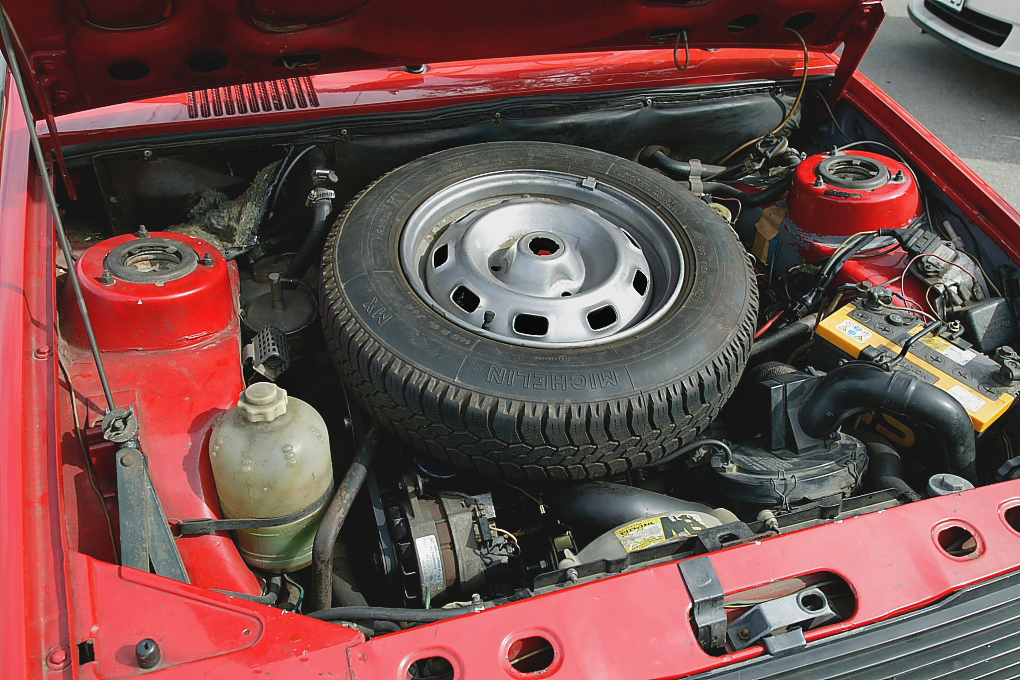
Повнорозмірна запасна шина, розміщена в моторному відсіку Renault 14.
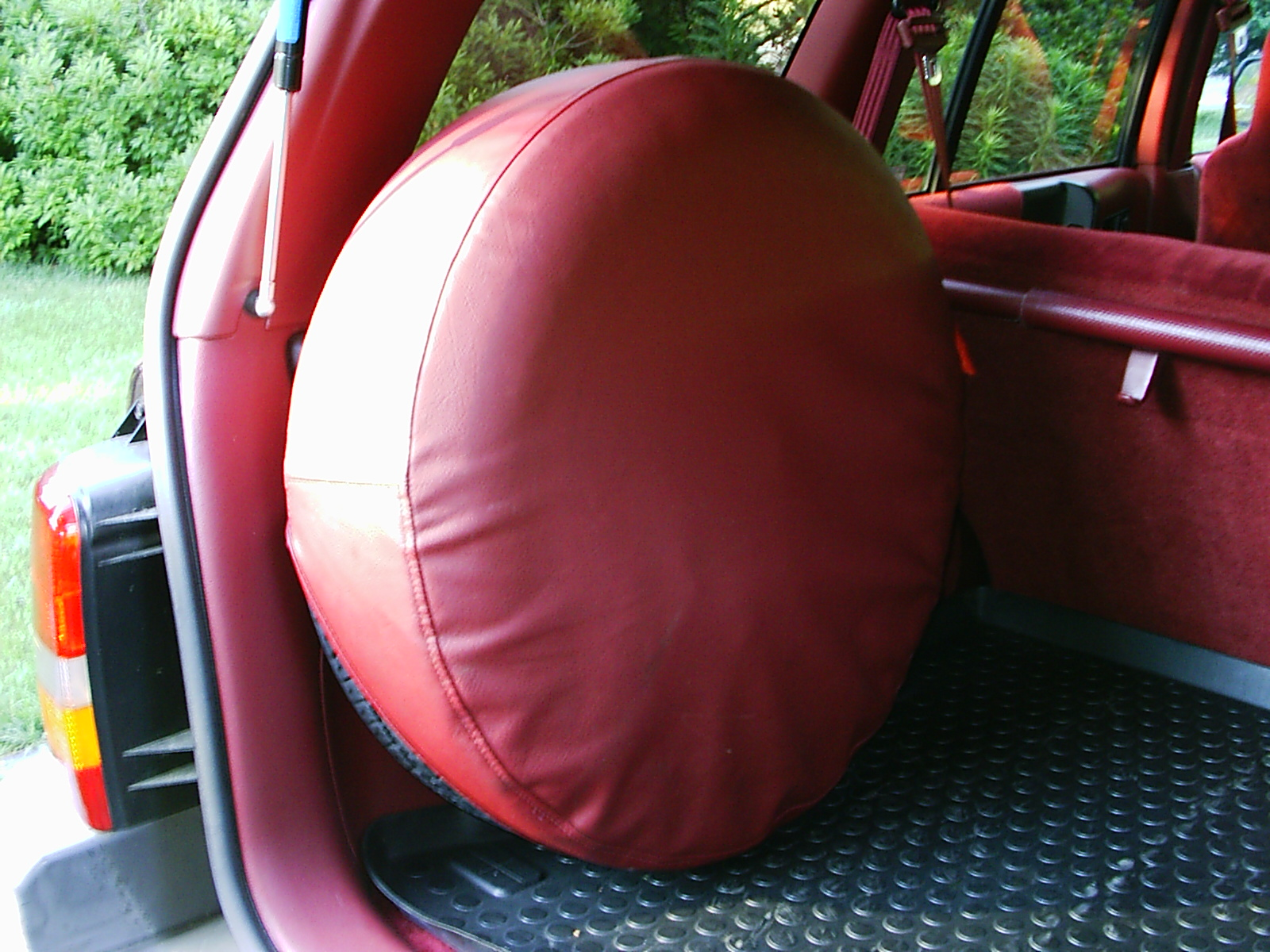
Повнорозмірне запасне колесо, встановлене у вантажному відділенні автомобіля Jeep Grand Cherokee 1993 року.
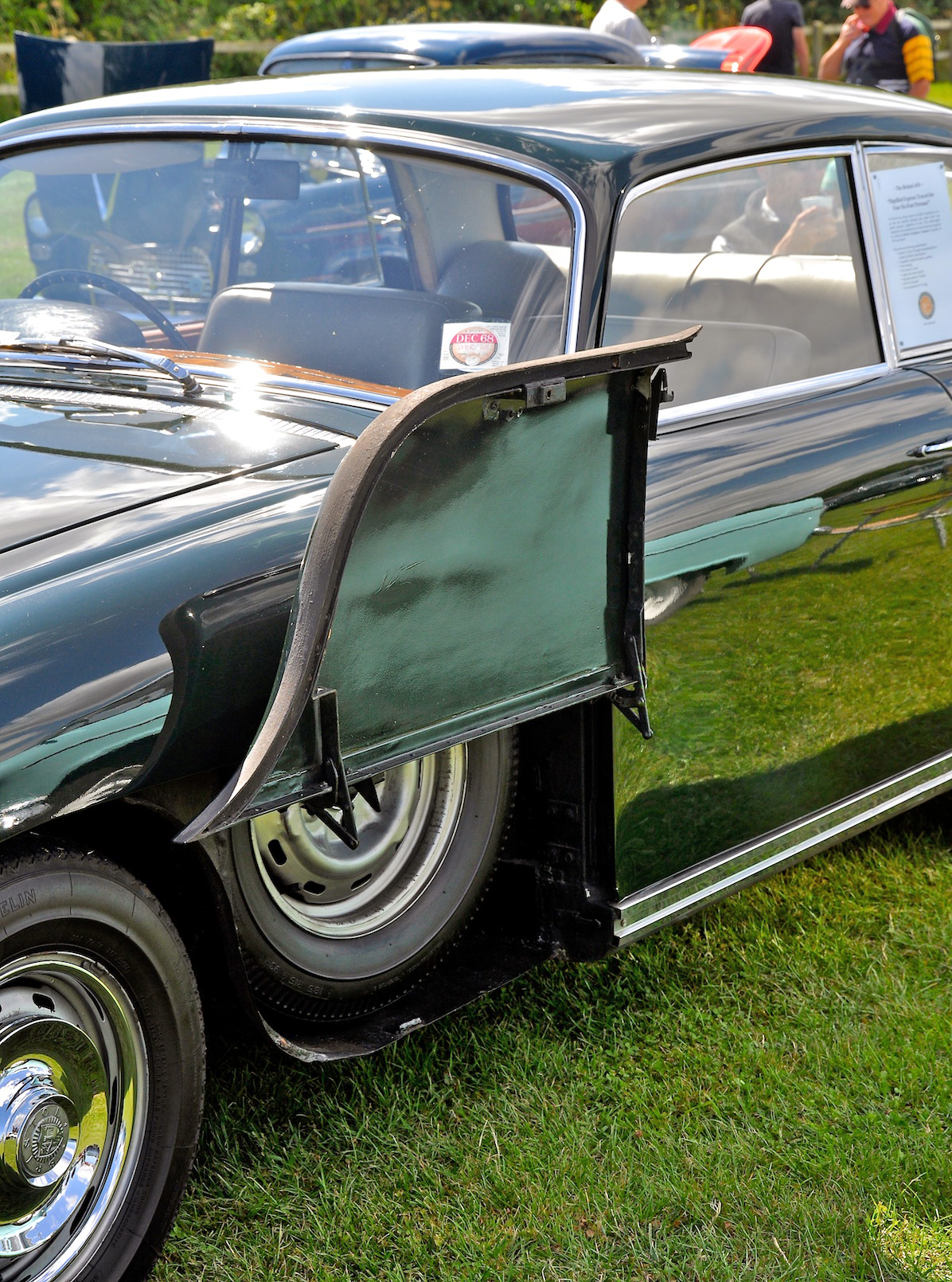
Розміщення колеса у крилі Bristol 410.
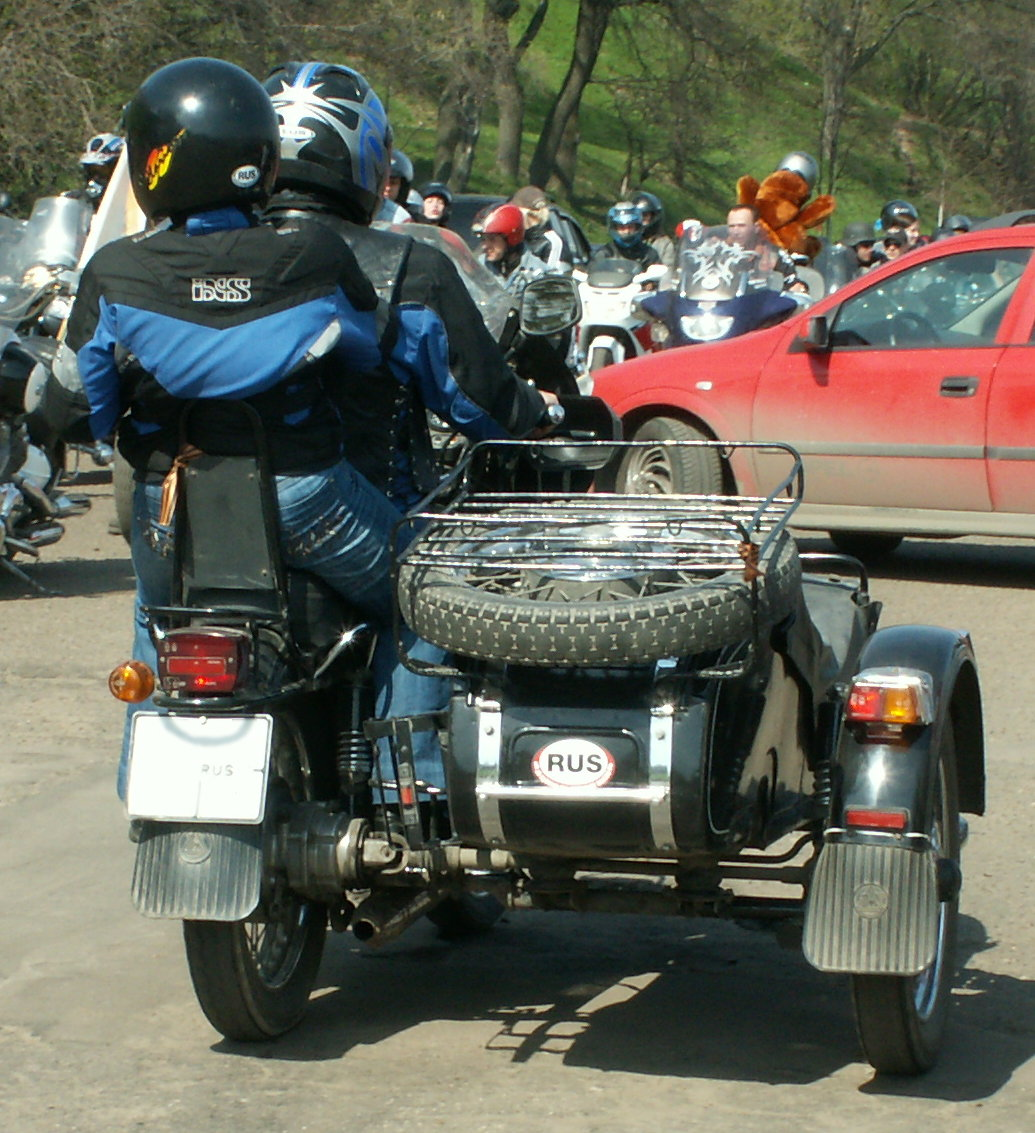
Запасне колесо на мотоциклі з коляскою.